# Eriauchenus zirafy
Espèce
Synonymes
- Eriauchenius zirafy Wood & Scharff, 2018

Eriauchenus zirafy est une espèce d'araignées aranéomorphes de la famille des Archaeidae.

## Distribution
Cette espèce est endémique de la région de Sava à Madagascar,. Elle se rencontre dans le parc national de Masoala.

## Description
Le mâle holotype mesure 1,79 mm.

## Publication originale
- Wood & Scharff, 2018 : « A review of the Madagascan pelican spiders of the genera Eriauchenius O. Pickard-Cambridge, 1881 and Madagascarchaea gen. n. (Araneae, Archaeidae). » ZooKeys, no 727, p. 1-96.